# تیپ ۱۵۸ تکاور شاهرود

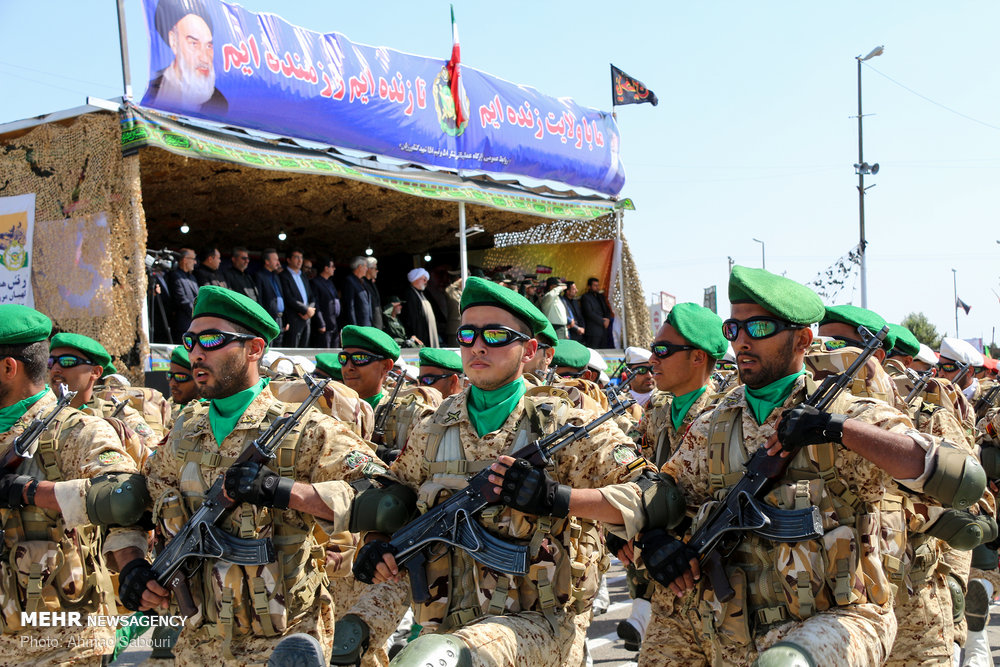
رژه نیروهای تیپ ۱۵۸ تکاور به‌مناسبت سالگرد جنگ ایران و عراق در سال ۱۳۹۷، شاهرود

تیپ ۱۵۸ تکاور شاهرود از تیپ‌های پیاده‌نظام تکاوری نیروی زمینی ارتش جمهوری اسلامی ایران و زیرمجموعه لشکر ۵۸ تکاور است، که پادگان و ستاد فرماندهی آن در شهر شاهرود، استان سمنان مستقر می‌باشد. تیپ ۱۵۸ تکاور شاهرود در سال ۱۳۵۸ تأسیس شد و در خلال جنگ ایران و عراق، از یگان‌های عمل‌کننده ارتش جمهوری اسلامی ایران و تحت امر لشکر ۵۸ تکاور بود و در عملیات‌های محرم، والفجر مقدماتی، والفجر ۱، مطلع‌الفجر، بیت‌المقدس و فتح‌المبین شرکت داشت. هم‌اکنون سرتیپ‌دوم سهراب محمدی‌نسب فرماندهی تیپ ۱۵۸ تکاور شاهرود را برعهده دارد.